# São João Baptista (Santo Antão)
São João Baptista és una freguesia (parròquia civil) de Cap Verd. Cobreix la part meridional, la més gran, del municipi de Porto Novo, de l'illa de Santo Antão. El seu actual president (similar a alcalde) és Rosa Rocha, una de les primeres dones caps de municipi a Cap Verd.

## Subdivisions
La freguesia consta dels següents assentament, i la seva població segons el cens de 2010 era:
- Agua dos Velhos (pop: 60)
- Bolona (pop: 112)
- Casa do Meio (pop: 36)
- Catano (pop: 266)
- Chã de Morte (pop: 746)
- Cirio (pop: 476)
- Curral das Vacas (pop: 335)
- João Bento (o Ribeira dos Bodes, pop: 162)
- Lagoa (pop: 358)
- Lagoa de Catano (pop: 257)
- Lajedo (pop: 558)
- Lombo das Lanças (pop: 40)
- Lombo de Figueira (pop: 281)
- Manuel Lopes (pop: 43)
- Mato Estreito (pop: 58)
- Morro Vento (pop: 107)
- Pedra de Jorge (pop: 55)
- Pico da Cruz (pop: 101)
- Porto Novo (pop: 9,310)
- Ribeira Fria (pop: 198)
- Ribeira Torta (pop: 11)
- Ribeirão Fundo (pop: 45)
- Tabuga (pop: 9)
- Tarrafal de Monte Trigo (pop: 841)